# フィリップ・エドゥアール・レオン・ヴァン・ティガン

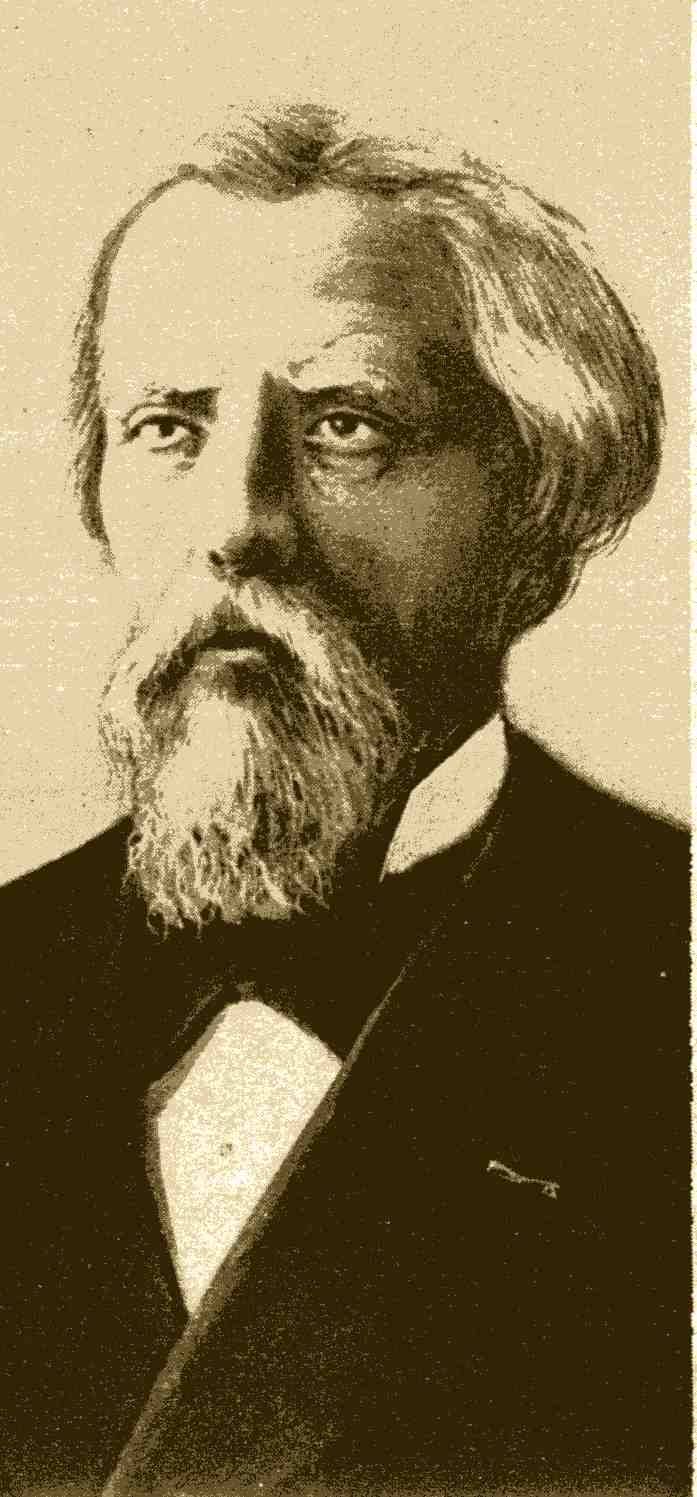
フィリップ・エドゥアール・レオン・ヴァン・ティガン

フィリップ・エドゥアール・レオン・ヴァン・ティガン（Philippe Édouard Léon Van Tieghem、1839年4月19日 – 1914年4月29日）は、フランスの植物学者、菌学者である。

## 略歴
ノール県のバイユールに生まれた。1856年にバカロレアを取得し、高等師範学校で学んだ。一級教員資格（アグレガシオン）を得た後、パルトゥールの研究所で働いた。菌類の培養の研究などを行い、顕微鏡で菌子体の成長が観察できる、ヴァンティガン・セル（Van Tieghem cell）と呼ばれるようになった装置を考案した。
1864年に発酵の研究で博士号を得て、2年後博物学の博士号を得た。1873年から1886年の間、エコール・サントラル・パリで教え、1878年から1914年の間はパリ自然史博物館の教授も務めた。1899年から1914年の間はパリ農業研究所の研究員も務めた。1871年にパリ衛生学会（Société philomathique de Paris）の会員となり、1876年にフランス科学アカデミーの会員に選ばれた。
ユリウス・フォン・ザックスと並んで植物生理学の分野の先駆者であり、ザックスの著書の翻訳も行った。1876年にブラストミセス症（ギルクリスト病）を起こす真菌の記述を初めておこなった。

## 著作
- Recherches comparatives sur l'origine des membres endogènes dans les plantes vasculaires, 1889 - Comparative research on the origin of endogenous members of vascular plants.
- Eléments de botanique, 1898 - Elements of botany.
- L'Oeuf des Plantes considéré comme base de leur Classification, 1901.
- Nouvelles observations sur les Ochnacées, 1903 - New observations on Ochnaceae.
- Sur les Luxembourgiacées, 1904 - On Luxemburgiaceae.
- Travaux divers: Pistil et fruit des Labiées, Boragacées et des familles voisines: Divers modes de Placentation: Anthères hétérogènes. : Une graminée à rhizome schizostélique: A propos de la Strasburgérie, 1907 - Diverse works, Pistil and fruit of Labiatae, Boraginaceae, etc.